# Honda CB 1000R
Honda CB 1000R je typ naked motocyklu firmy Honda, vyráběný od roku 2008. Předchůdcem je Honda CB-900F Hornet a Honda CB 1000.

## Popis
Designově vychází z Hornetu 600 model 2007, motor je z modelu Honda CBR 1000RR se sníženým výkonem. U motocyklu je využita centralizace hmot. Zadní kolo je uloženo letmo.

## Technické parametry
- Rám: momo-páteřový hliníkový litý
- Pohotovostní hmotnost: 217 kg
- Průměrná spotřeba: 7 l/100 km